# Stiria hutsoni
Stiria hutsoni là một loài bướm đêm trong họ Noctuidae.